# كيم مين-كوو
كيم مين-كوو (هانغل: 김민구) هو لاعب كرة قدم كوري جنوبي في مركز الهجوم، ولد في 7 مايو 1984 في كوريا الجنوبية. لعب مع نادي دايجو.

## وصلات خارجية
- كيم مين-كوو على موقع دوري كوريا الجنوبية (الإنجليزية)
- كيم مين-كوو على موقع قاعدة بيانات كرة القدم.إي يو (الإنجليزية)
- كيم مين-كوو على موقع Soccerway.com (الإنجليزية)